# Fiskfoder

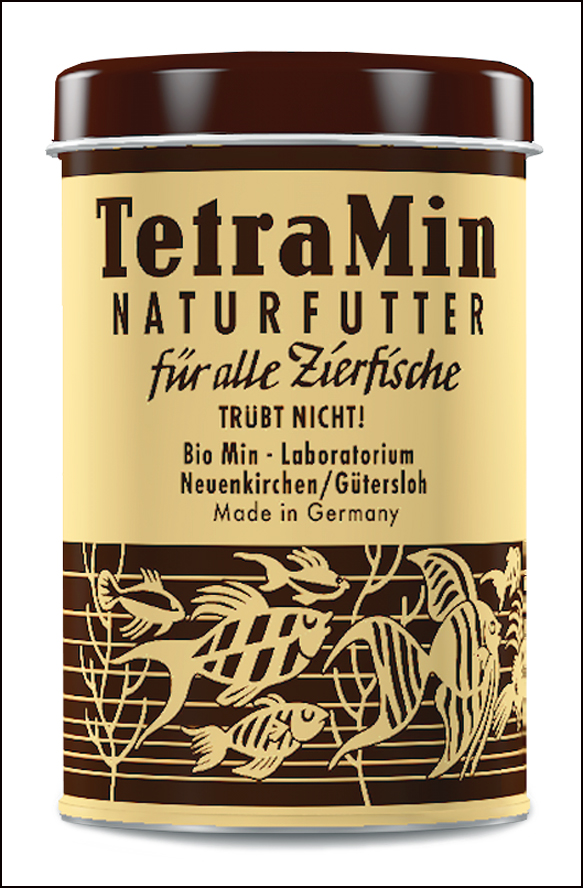
TetraMin är ett världsledande foder för akvariefiskar.

Fiskfoder är foder som tillverkas för att tillfredsställa den odlade fiskens behov av en näringsrik kost.
Våt och halvtorrt fiskfoder tillverkas av till exempel hackad fisk, fiskavfall och ett bindemedel med vitamininsats. Vid tillverkning av torrfoder används till exempel sillmjöl, fiskmjöl, Sojabönamjöl, torrjäst, förklistrat vete, vetekli, fiskolja och salt- och vitamintillsatser. Fiskfoder portioneras ut till fiskarna via automatiska foderanläggningar.
Fiskfodern framställs med en extruder. En extruder är en slags tryckkokare. I extrudern upphettas foderblandningen under tryck. Under upphettningen stiger temperaturen tillfälligt till över 100 grader. Detta gör så att framställningen av fiskfoder också är mycket hygienisk. Idag har man en mycket bred kunskap om olika fiskarters behov av näringsämnen. Därför är det nu också möjligt att definiera olika sorters fiskfoder för olika arter.
Fiskfoder är en kostsam post för fiskodlarna. För att framställa ett kilo lax behövs det mellan 2 och 2,5 kg foderfisk. Att det behövs cirka 2,5 kilo foderfisk betyder dock inte att allt går åt till fisken. När fiskoljan och fiskmjölet till laxfodret utvunnits återstår restprodukter som till exempel fiskmjöl. Fiskmjöl kan användas till bland annat djurfoder, främst till foder för uppfödning av kyckling och gris.
Ett företag som tillverkar fiskfoder för akvariefiskar är Tetra Werke.